# Лекечі (водоспад)
Леке́чі — водоспад в Українських Карпатах (масив Покутсько-Буковинські Карпати), у межах Вижницького району Чернівецької області, на захід від села Лекечі. 
Водоспад розташований на потоці Лекечі (лівий доплив Серету). Висота — 4 м. Утворився в місці, де потік перетинає скельний масив флішового типу. Водоспад легкодоступний, маловідомий.
Неподалік від водоспаду розташована геологічна пам'ятка природи «Лекеченські скелі».
На відстані 3,5 км від цього водоспаду вище по течії розташований водоспад Лекечі Верхній (5 м).

## Світлини та відео

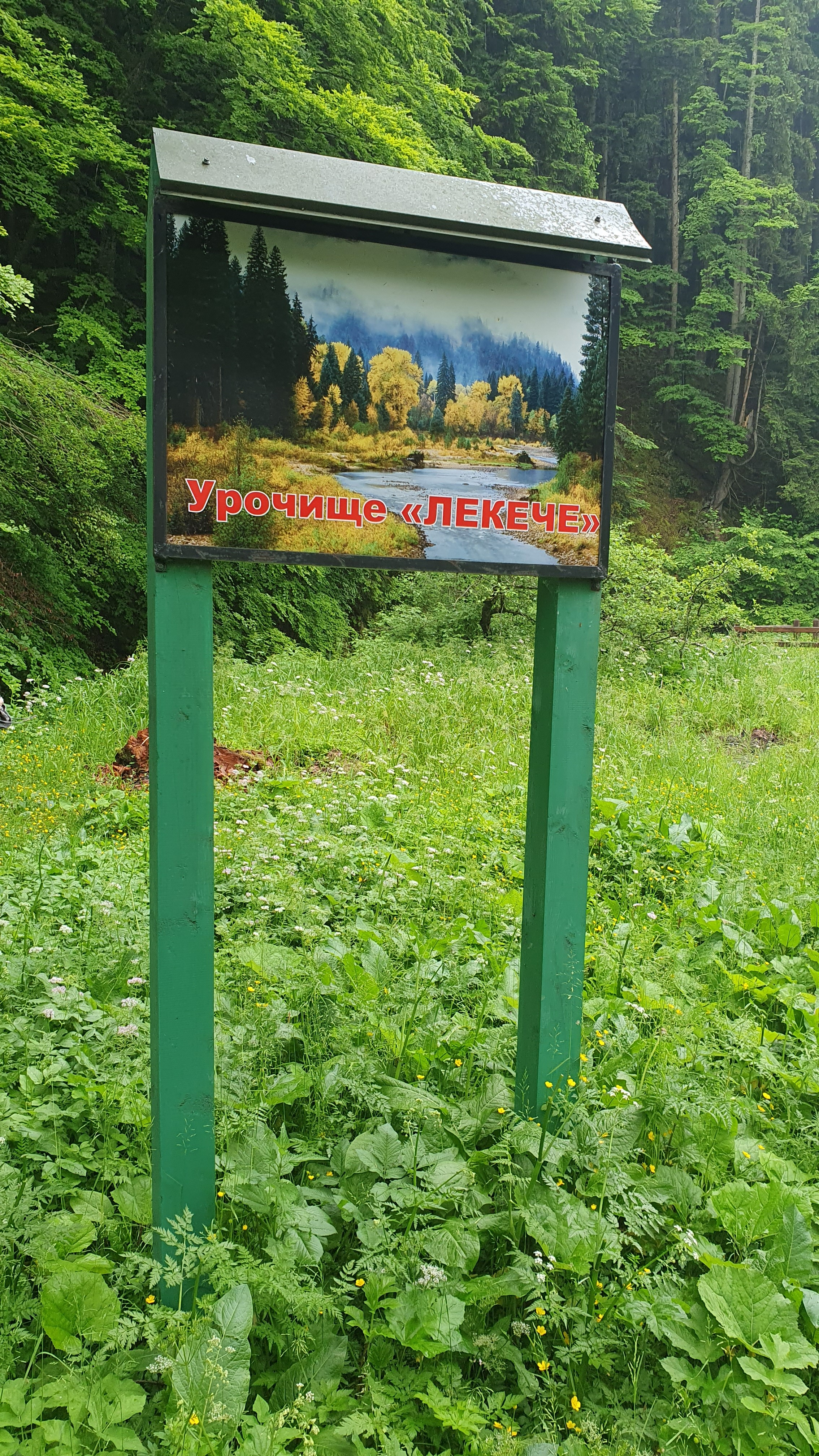
Інформаційна табличка біля водоспаду
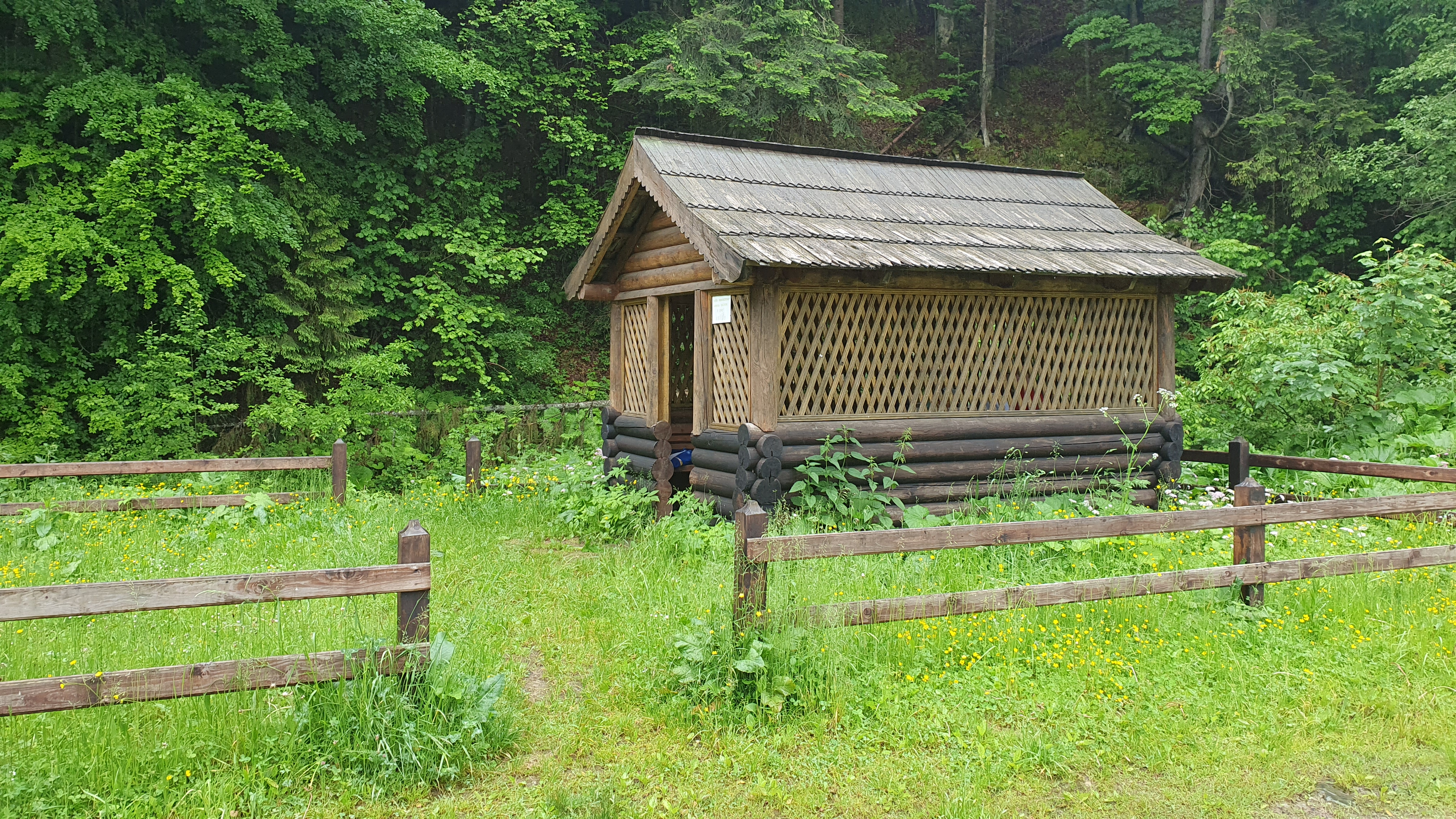
Альтанка біля водоспаду
- Відео водоспаду